# 菅原傳授手習鑑
菅原传授手习鉴（ 日语：／ Sugawara Denju Tenarai Kagami）是由二代目竹田出云、三好松洛与并木千柳创作的義太夫節、歌舞伎与人形净琉璃剧目，描述了平安时代的菅原道真被贬事件和他周围的人的生活。后世将其与《義经千本樱》《仮名手本忠臣藏》共称为義太夫狂言的三大名作。
即使在今日，第四幕仍是经常被上演的人气剧目。特别是歌舞伎第四幕中的『寺子屋』（てらこや）独立演出次数非常多。

## 背景

### 題材事件
- 平安時代菅原道真左迁事件。
- 对菅原道真的天神信仰。
- 在当时大阪诞生了三胞胎，本作的构想受之影响。

### 先行作品
- 《天神記》 近松門左衛門作。正德4年（1714年）。

## 概要
戏剧性的情节大受好评，义太夫狂言的人气大大提高。

### 作者・初演
- 作者： 二代目竹田出雲、三好松洛、並木千柳合作。
- 世界： 王朝物
- 上方的初演
  - 人形浄瑠璃： 延享三年八月（1746年9月）、大坂・竹本座
  - 歌舞伎： 延享三年九月（1746年10月）、京都・中村座
- 江戸的初演
  - 人形浄瑠璃： 延享四年二月（1747年3月）、堺町・肥前座
  - 歌舞伎： 延享四年五月（1747年6月）、堺町・中村座

## 上演形式
人形净瑠璃
同义太夫节一样的分幕上演。
歌舞伎
全部搬上较稀少、单独上演受欢迎的场面的情况比较多。这时候，题名也是用不同于正式的通称。
- 喧嘩之場～樱丸切腹之場 → 歌舞伎『賀の祝』（がの いわい）
- 寺入り之場～寺子屋の場 → 歌舞伎『寺子屋』（てらこや）
- 車曳之場 → 歌舞伎『車引』（くるまびき）

## 登场人物
| 人物                                                 | 身份                                       | 备注                             |
| ---------------------------------------------------- | ------------------------------------------ | -------------------------------- |
| 菅丞相（かんしょうじょう）                           | 右大臣                                     | 菅原道真，因高潔英明而惨遭悲運。 |
| 藤原時平（ふじわらの しへい）                        | 左大臣                                     | 菅丞相的政敵，欲独占政权。       |
| 苅屋姫（かりやひめ）                                 | 菅丞相之養女。                             |                                  |
| 菅秀才（かんしゅうさい）                             | 菅丞相的儿子                               | 七歳                             |
| 覚寿（かくじゅ）                                     | 菅丞相的叔母，苅屋姫的生母                 | 严格的老妇人。                   |
| 齐世親王（ときよしんのう）                           | 斉世親王（真寂法親王），天皇之弟。         |                                  |
| 武部源蔵（たけべげんぞう）                           | 菅丞相的家臣。                             |                                  |
| 戸浪（となみ）                                       | 源蔵之妻。                                 |                                  |
| 四郎九郎（しろくろう）、隠居して白太夫（しらたゆう） | 梅王丸、松王丸、樱丸的父親。菅丞相之仆人。 |                                  |
| 梅王丸（うめおうまる）                               | 三兄弟中的老二。菅丞相的舍人               | 有腕力。                         |
| 春（はる）                                           | 梅王丸之妻。                               |                                  |
| 松王丸（まつおうまる）                               | 三兄弟中的老大。 藤原時平的舍人            | 三兄弟中的骨干。                 |
| 千代（ちよ）                                         | 松王丸之妻。                               |                                  |
| 小太郎（こたろう）                                   | 松王丸与千代之子。                         |                                  |
| 樱丸（さくらまる）                                   | 三兄弟中的老三。齐世親王的舍人             | 性情温柔。                       |
| 八重（やえ）                                         | 樱丸之妻。                                 |                                  |

## 画像、剧照

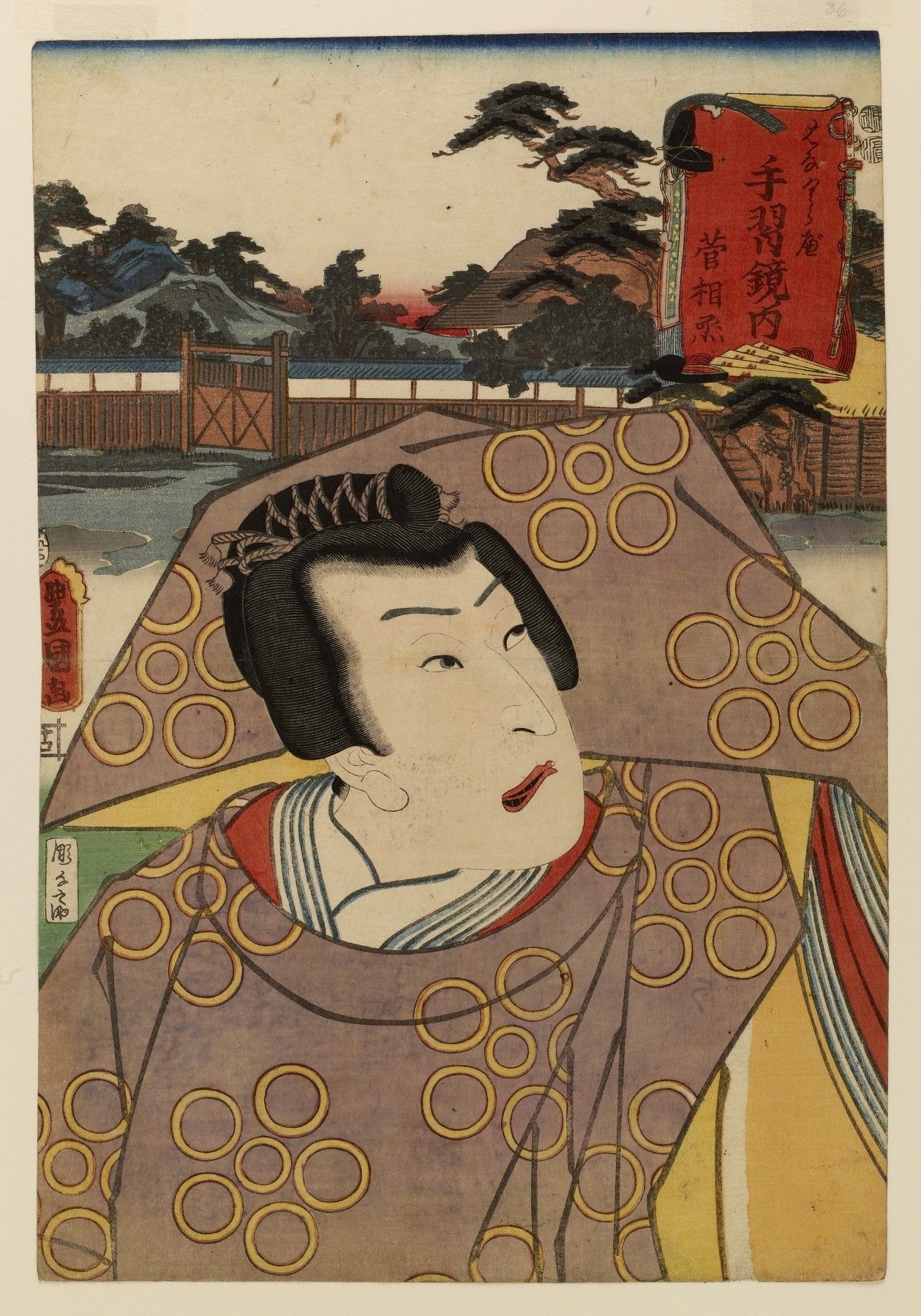
菅丞相，歌川国贞绘
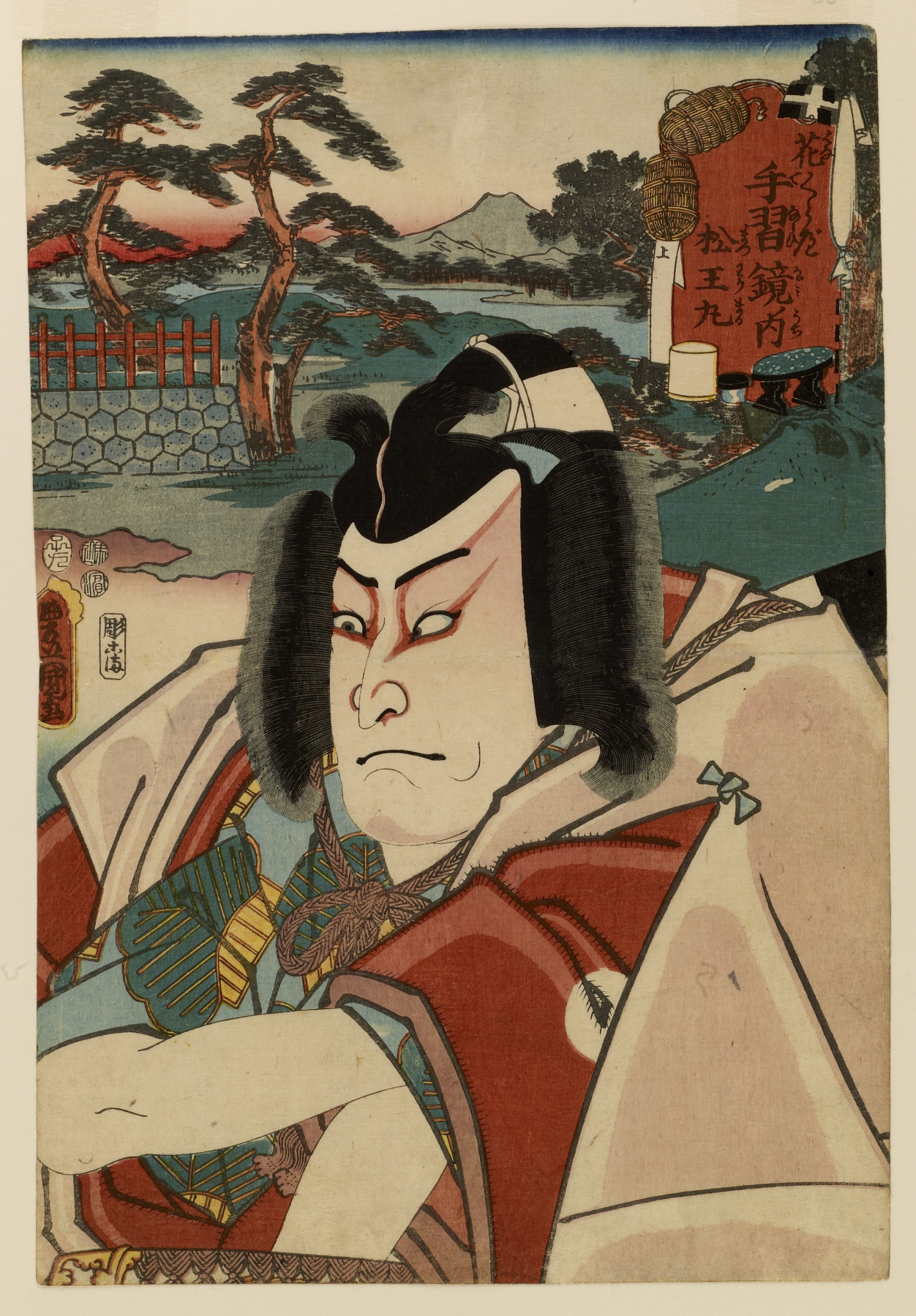
松王丸
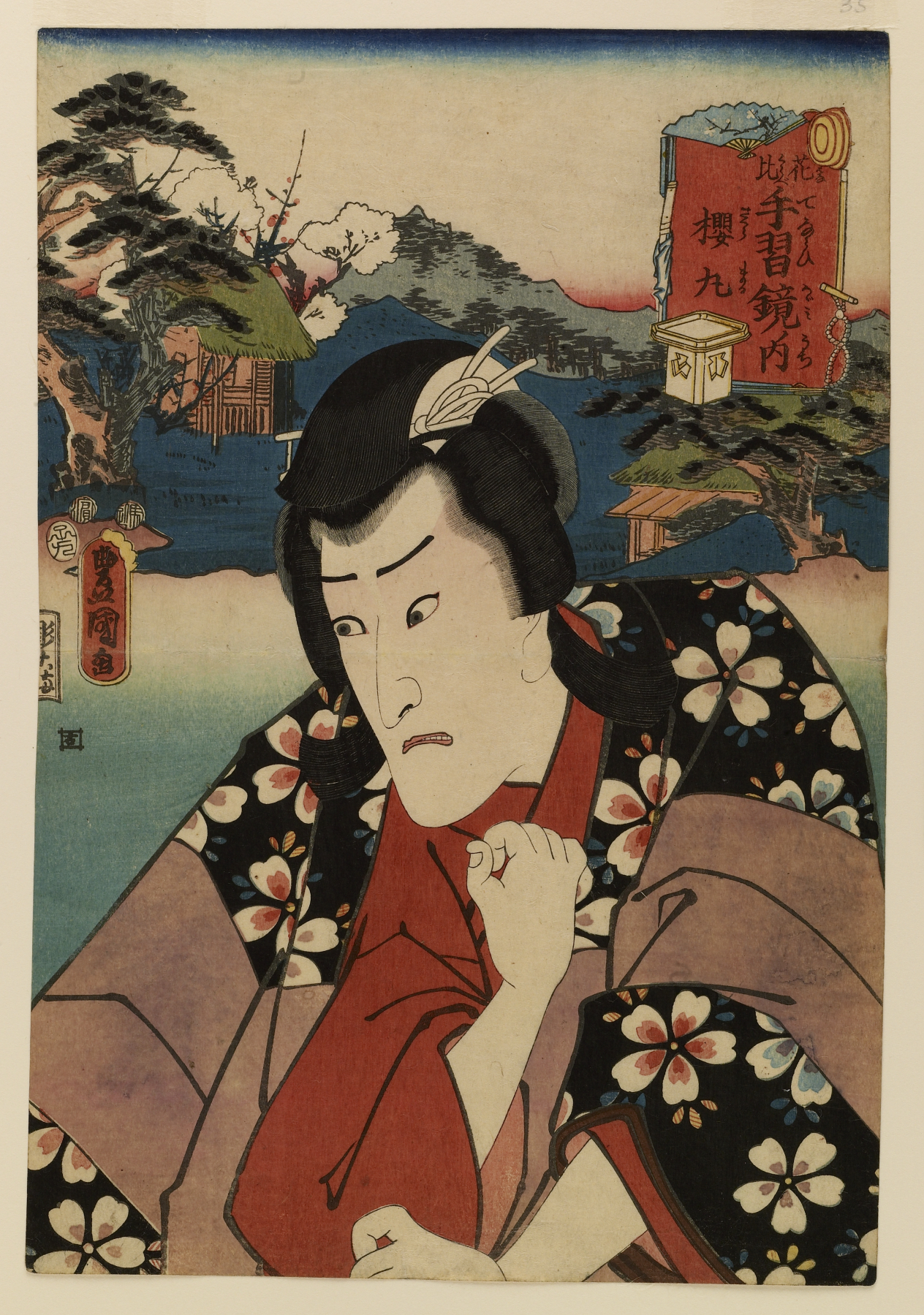
樱丸
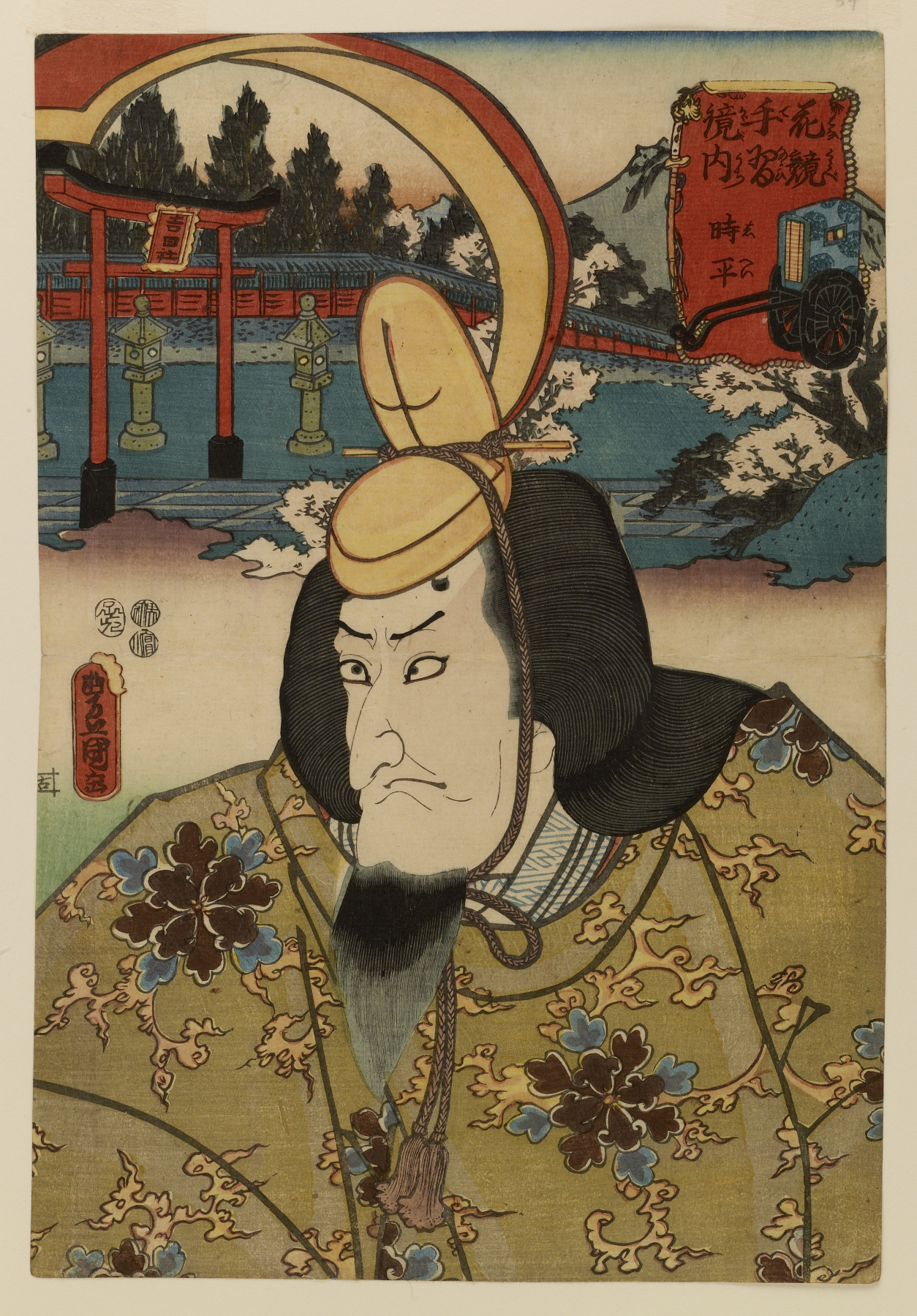
藤原时平
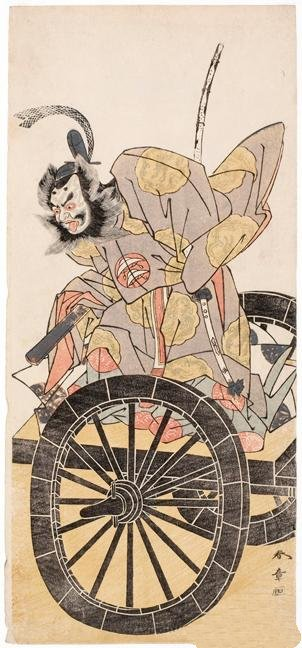
藤原时平，勝川春章 (1726–1793)绘
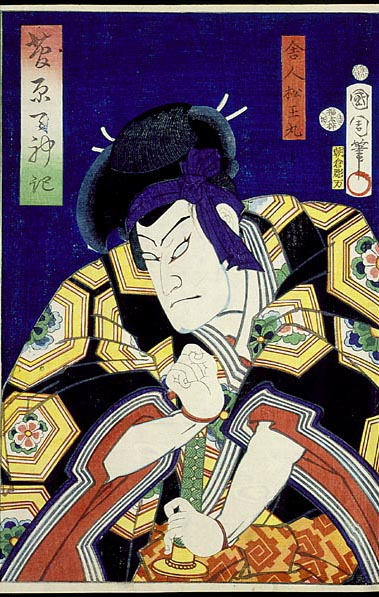
四代目中村芝翫饰松王丸,约1860-1866年
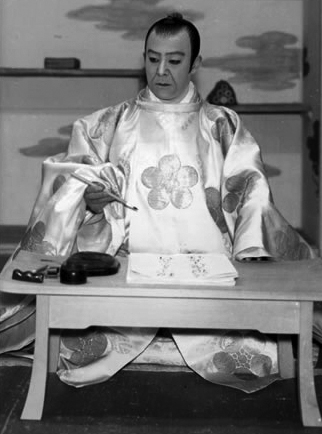
六代目尾上菊五郎(1885–1949）饰菅丞相
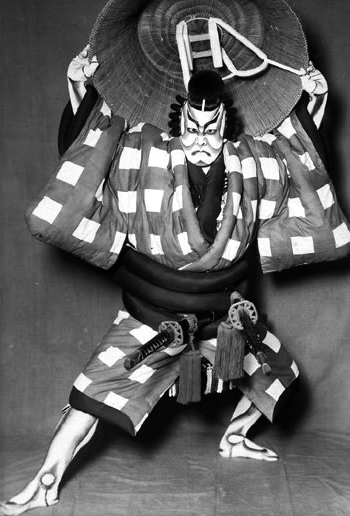
六代目尾上菊五郎饰梅王丸
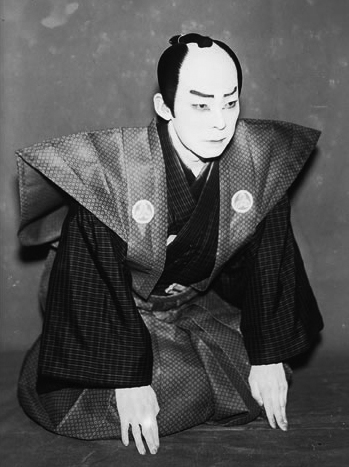
初代中村吉右衛門(1886–1954)饰武部源藏
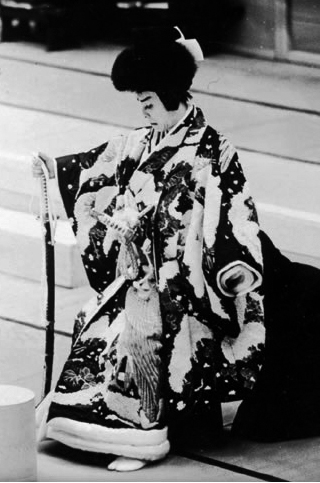
初代中村吉右衛門饰松王丸
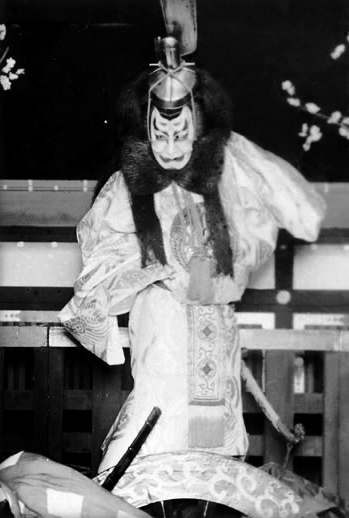
七代目松本幸四郎(1870–1949)饰藤原時平